# Дэмиен (Южный Парк)
«Дэмиен» (англ. Damien) — восьмой эпизод сериала «Южный Парк», его премьера состоялась 4 февраля 1998 года. Несмотря на то, что «Дэмиен» является восьмым эпизодом первого сезона сериала, хронологически он вышел десятым.

## Сюжет
В третьем классе появляется новый ученик. Его зовут Дэмиен, и он сын дьявола. Новые одноклассники принимают Дэмиена не очень дружелюбно, и он начинает использовать дьявольскую силу, поджигая и уничтожая всё вокруг. Поскольку это также не вызывает симпатии, он становится вторым изгоем в классе вместе с Пипом — только их Картман не приглашает на свою вечеринку в честь дня рождения.
После уроков Картман начинает объяснять, что каждый приглашённый должен купить ему определённый подарок (из серии «Мега-мэнов»). Хотя все и недовольны — ведь каждый должен выбирать подарок сам — Эрик настаивает. Дэмиен в припадке ярости после шутки Кенни превращает его в утконоса, из-за чего Эрику приходится снова корректировать свои планы.
О пришествии сына дьявола узнаёт Иисус. Он приходит пообщаться со своим врагом лично, и тот вызывает своего отца — Сатану, который зовёт Иисуса на боксёрский поединок. По этому случаю в городе открывается тотализатор, и после сравнения физических характеристик соперников — гигантского Сатаны (вес 145кг 25гр) и щуплого Иисуса (вес 61 кг 50 гр) — все немедленно ставят на Сатану (кроме единственного человека, чьё имя неизвестно). Иисус разочаровывается в горожанах. Он просит Стэна, Кайла и Кенни потренировать его, что те и делают при участии Шефа.
Настаёт день поединка, причём очень некстати для Картмана он совпадает с его днём рождения. Вокруг дома Эрика ходит Пип на пару с Дэмиеном. Неожиданно последнему приходит в голову мысль: он с помощью своих способностей делает из Пипа фейерверк. Это восхищает детей, и те признают его за своего. Однако после того, как Кайл дарит Эрику не тот подарок, что был заказан, Картман устраивает истерику, и все уходят смотреть на поединок.
Во время поединка Сатана жестоко избивает Иисуса (чему рады все горожане). Стэн и Кайл подбадривают Христа, он встаёт и наносит Сатане слабый удар, от которого тот ко всеобщему удивлению падает как подкошенный. Судья засчитывает поражение, после чего выясняется, что именно Сатана единственный поставил на Иисуса, благодаря чему ему достались все деньги города. Разочарованные горожане снова возвращаются ко Христу. Тем временем Картман один сидит за праздничным столом и стонет от количества съеденных сладостей.

## Смерть Кенни
Кенни, ставшего утконосом, пристреливает Джимбо с криком: «Он хочет на нас напасть!»

## Персонажи
В этом эпизоде впервые появляются:
- Мистер Мэки
- Отец Макси
- Сатана
- Дэмиен

В классе сидят (слева направо): Клайд; Венди; Пип; Картман; Токен; Кевин; Кайл; Дог Пу; Кенни; Стэн; Энни; Берта. Дэмиен садится между Венди и Пипом. На площадке для игр и возле кабинета психолога также можно увидеть Крэйга (первое появление в сериале), Биби и Баттерса.

## Пародии
- Дэмиен — имя мальчика-антихриста из фильма «Предзнаменование». Также висящие в классной комнате картины с изображением жирафов и бабуинов намекают на сцены из «Предзнаменования», когда жирафы и бабуины сходили с ума рядом с Дэмиеном.
- Дэмиен внешне напоминает Хекебуса, отпрыска Сатаны, (англ. Hecebus, Spawn of Satan) из канадского скетч-шоу The Kids in the Hall.

## Факты
- При появлении Дэмиена хор поёт по-латински: «Rectus… Dominus… Cheesy Poofs…» «Rectus Dominus» — это имитация перевода на латынь слов «Властитель жопы», хотя на самом деле по-латински это значит «благочестивый Господь», а «властитель жопы» звучит как «dominus recti». «Cheesy Poofs» — это «Сырные подушечки», любимая закуска всех третьеклассников.
- Первоначально Дэмиена должен был озвучить Майк Джадж, создатель сериалов «Бивис и Баттхед» и «Царь горы». Однако из-за быстроты производства серий «Южного Парка» Джадж не смог записать свои реплики. (В дальнейшем он озвучил Кенни без капюшона в фильме «Саут-Парк: большой, длинный и необрезанный»).
- В этом эпизоде многократно появляются инопланетяне. На четырёх из пяти картинок, висящих в классе на специальной доске, изображены инопланетяне. Когда Дэмиен общается с отцом, в порыве ветра пролетает инопланетянин. Пришелец сидит среди публики на боксёрском поединке и прячется позади в тени в эпизоде, где Стэн подбадривает Иисуса. Инопланетянин ликует в толпе зрителей, после того, как Иисус говорит что у него нет выбора и он всех прощает.
- Ответ на один из примеров, написанных на доске, — 666.
- На стене напротив классной доски висят вырезанные из бумаги цифры: 13, 58 (5 + 8 = 13) и 666.
- Среди предметов, пролетающих по столовой во время гнева Дэмиена, — рождественская какашка мистер Хэнки. Это его первое появление в сериале, считая по порядку серий, хотя посвящённый ему эпизод хронологически вышел раньше «Дэмиена».
- Также, среди предметов, пролетающих по столовой во время гнева Дэмиена, — рыба-кролик из эпизода «Слон занимается любовью со свиньёй».
- Девушки, которым Шеф предлагает защиту во время общения Дэмиена с Сатаной, уже появлялись с Шефом в эпизоде «Картман и анальный зонд».
- Рядом с Иисусом в толпе можно увидеть мистера Маккормика (первоначально, возможно, отца Кенни), который ранее появлялся и, как и Кенни, погибал в эпизодах «Смерть» и «Конъюнктивит».
- Вес Сатаны — 145 кг 265 г, Иисуса — 61 кг 260 г.
- Рядом с мистером Гаррисоном в баре находятся двое взрослых, которые выглядят и ведут себя в точности как Билл и Фосси. Возможно, это их отцы.
- На пресс-конференции у Сатаны появляется Преподобный Шайстер, персонаж фильма «Братья неудачники»
- Перед началом боя соперников объявляет настоящий ринг-анаунсер Майкл Баффер
- Промоутером Сатаны в бою с Иисусом является Дон Кинг